# Loaded (musikgrupp)
Loaded, även känt som Duff McKagan's Loaded, är ett amerikanskt hårdrock- och punkrockband bildat 1999 i Seattle, Washington. Medlemmar är Duff McKagan på gitarr och sång, Mike Squires, också på gitarr, Jeff Rouse på basgitarr och Geoff Reading på trummor. Några exempel på hits är "Got Me Under Pressure", som är en cover på ZZ Top's låt, "Indian Summer", "Dead Skin", "We Win" och "Lords Of Abaddon".

## Medlemmar
Nuvarande medlemmar
- Duff McKagan – sång (1999, 2000–2002, 2008– ), rytmgitarr (2000–2002, 2008– ), basgitarr (1999, 2000–2001)
- Mike Squires – sologitarr, bakgrundssång (2001–2002, 2008– )
- Jeff Rouse – basgitarr, bakgrundssång (2001–2002, 2008– )
- Isaac Carpenter – trummor, slagverk (2009– )

Tidigare medlemmar
- Michael Barragan – gitarr (1999)
- Taz Bentley – trummor (1999)
- Dez Cadena – gitarr (1999)
- Geoff Reading – trummor, slagverk, bakgrundssång (2000–2002, 2008–2009)
- Dave Dederer – gitarr, basgitarr (2000–2001)
- Dave Kushner – gitarr (2002)
- George Stuart Dahlquist – basgitarr (2002)

Turnerande medlemmar
- Martin Feveyear – keyboard, slagverk, sampling, bakgrundssång (2001–2002)

## Diskografi
Studioalbum
- 2001 – Dark Days
- 2009 – Sick
- 2011 – The Taking

Livealbum
- 1999 – Episode 1999: Live

EP
- 2008 – Wasted Heart

Singlar
- 2009 – "Flatline"
- 2010 – "We Win"
- 2010 – "Fight On"